# Flaga Biafry
Flaga Biafry – flaga państwa istniejącego w południowo-wschodniej Nigerii od 30 maja 1967 do 15 stycznia 1970.

## Wygląd
Flaga Biafry składa się z 3 pasów równej długości i szerokości. Pas na górze jest koloru czerwonego, środkowy koloru czarnego, a dolny – koloru zielonego. W środku znajduje się figura koloru żółtego przypominająca zachodzące słońce.